# تيخوانا
طس هي أكبر مدينة في شبه جزيرة باخا كاليفورنيا ومركز لمنطقة تيخوانا الحضرية. وهي تعتبر مركز صناعي ومالي للمكسيك. تقع تيخوانا في أقصى شمال غرب المكسيك ووفقا لاحصاء 2010 كانت تيخوانا بضواحيها خامس أكبر مدينة في البلاد حيث بلغ عدد سكانها 1,784,034 نسمة.

## المناخ
يظهر الجدول التالي التغييرات المناخية على مدار السنة لتيخوانا:
| البيانات المناخية لـتيخوانا                | البيانات المناخية لـتيخوانا | البيانات المناخية لـتيخوانا | البيانات المناخية لـتيخوانا | البيانات المناخية لـتيخوانا | البيانات المناخية لـتيخوانا | البيانات المناخية لـتيخوانا | البيانات المناخية لـتيخوانا | البيانات المناخية لـتيخوانا | البيانات المناخية لـتيخوانا | البيانات المناخية لـتيخوانا | البيانات المناخية لـتيخوانا | البيانات المناخية لـتيخوانا | البيانات المناخية لـتيخوانا |
| الشهر                                      | يناير                       | فبراير                      | مارس                        | أبريل                       | مايو                        | يونيو                       | يوليو                       | أغسطس                       | سبتمبر                      | أكتوبر                      | نوفمبر                      | ديسمبر                      | المعدل السنوي               |
| ------------------------------------------ | --------------------------- | --------------------------- | --------------------------- | --------------------------- | --------------------------- | --------------------------- | --------------------------- | --------------------------- | --------------------------- | --------------------------- | --------------------------- | --------------------------- | --------------------------- |
| الدرجة القصوى °م (°ف)                      | 34.5 (94.1)                 | 39.0 (102.2)                | 34.0 (93.2)                 | 36.0 (96.8)                 | 38.5 (101.3)                | 41.8 (107.2)                | 39.0 (102.2)                | 41.0 (105.8)                | 49.0 (120.2)                | 47.0 (116.6)                | 42.0 (107.6)                | 37.0 (98.6)                 | 49.0 (120.2)                |
| متوسط درجة الحرارة الكبرى °م (°ف)          | 20.3 (68.5)                 | 20.8 (69.4)                 | 20.8 (69.4)                 | 22.1 (71.8)                 | 23.5 (74.3)                 | 25.2 (77.4)                 | 27.8 (82.0)                 | 28.1 (82.6)                 | 27.8 (82.0)                 | 26.0 (78.8)                 | 23.5 (74.3)                 | 21.1 (70.0)                 | 23.9 (75.0)                 |
| المتوسط اليومي °م (°ف)                     | 13.6 (56.5)                 | 14.3 (57.7)                 | 14.8 (58.6)                 | 16.1 (61.0)                 | 18.0 (64.4)                 | 19.8 (67.6)                 | 22.2 (72.0)                 | 22.8 (73.0)                 | 22.0 (71.6)                 | 19.5 (67.1)                 | 16.6 (61.9)                 | 14.0 (57.2)                 | 17.8 (64.0)                 |
| متوسط درجة الحرارة الصغرى °م (°ف)          | 6.9 (44.4)                  | 7.8 (46.0)                  | 8.8 (47.8)                  | 10.2 (50.4)                 | 12.4 (54.3)                 | 14.3 (57.7)                 | 16.5 (61.7)                 | 17.5 (63.5)                 | 16.1 (61.0)                 | 13.0 (55.4)                 | 9.8 (49.6)                  | 6.9 (44.4)                  | 11.7 (53.1)                 |
| أدنى درجة حرارة °م (°ف)                    | −3.0 (26.6)                 | 0.0 (32.0)                  | 0.5 (32.9)                  | 1.0 (33.8)                  | 5.5 (41.9)                  | 5.0 (41.0)                  | 7.5 (45.5)                  | 10.5 (50.9)                 | 0.0 (32.0)                  | 5.0 (41.0)                  | 1.0 (33.8)                  | −5.0 (23.0)                 | −5.0 (23.0)                 |
| معدل هطول الأمطار مم (إنش)                 | 43.8 (1.72)                 | 36.5 (1.44)                 | 42.7 (1.68)                 | 17.6 (0.69)                 | 4.4 (0.17)                  | 0.7 (0.03)                  | 0.7 (0.03)                  | 0.9 (0.04)                  | 5.0 (0.20)                  | 7.8 (0.31)                  | 33.8 (1.33)                 | 37.0 (1.46)                 | 230.9 (9.09)                |
| متوسط الأيام الممطرة (≥ 0.1 mm)            | 5.9                         | 4.7                         | 5.9                         | 3.1                         | 1.4                         | 0.5                         | 0.4                         | 0.2                         | 0.7                         | 1.7                         | 3.9                         | 4.3                         | 32.7                        |
| متوسط الرطوبة النسبية (%)                  | 70                          | 74                          | 73                          | 75                          | 77                          | 79                          | 80                          | 80                          | 79                          | 76                          | 69                          | 69                          | 75                          |
| ساعات سطوع الشمس الشهرية                   | 217                         | 226                         | 248                         | 240                         | 248                         | 240                         | 310                         | 279                         | 270                         | 248                         | 240                         | 248                         | 3٬014                       |
| المصدر #1: Servicio Meteorologico Nacional |                             |                             |                             |                             |                             |                             |                             |                             |                             |                             |                             |                             |                             |
| المصدر #2: BBC weather (sun and humidity). |                             |                             |                             |                             |                             |                             |                             |                             |                             |                             |                             |                             |                             |

## توأمة
لتيخوانا اتفاقيات توأمة مع كل من:
- سان دييغو (1993 - )
- إنسينادا
- مكسيكالي
- كاليكسيكو
- لوس أنجلوس
- Valle de Guadalupe, Jalisco [الإنجليزية]‏
- سرقسطة
- لاريدو
- سلوبيش
- فرانكفورت
- سيوداد خواريز
- كانكون
- هافانا
- تشانغتشون
- مازاتلان
- سينسيناتي
- بوسان
- تولوكا
- بانجين

## أعلام
- وينستون إتش بوستيك
- أنطونيا برينر
- لويس دونالدو كولوسيو
- بات بولسن
- ماريا روبيو
- خورخي توريس نيلو
- ديفيد بارون كورونا
- هكتور هيريرا
- إريك موراليس
- باولا نونيز

## وصلات خارجية
- حكومة بلدية تيخوانا
- Tijuana Economic Development Corporation